# Vértes Center
A 2007 májusában megnyílt tatabányai Vértes Center Komárom-Esztergom vármegye legnagyobb kereskedelmi létesítménye.
Tatabánya autóbusz-pályaudvarának – mely az épületben kapott helyet –, valamint a pár lépésre lévő vasútállomásnak köszönhetően, a bevásárlóközpont nemcsak a városból, de a környező településekről is könnyen és gyorsan megközelíthető.
A Vértes Center Szórakoztató és Bevásárlóközpont az Európa Ingatlanbefektetési Alap beruházásában valósult meg. Az Alap saját üzemeltetésben kezeli a Vértes Centert.
A bevásárlóközpont teljes alapterülete 32 000 m², melyből 14 200 m² a bérelhető nettó terület. Ez Tatabánya, valamint Komárom-Esztergom vármegye legnagyobb ilyen jellegű létesítménye.
2007 és 2011 között a Vértes Center földszintjén volt egy Media Markt (ami átköltözött a Tatabányai Tesco hipermarketbe). Ma (2022) már Euronics van helyette az üzlet felső szintjén éttermek gyors éttermek és kávézók is találhatók (McDonald’s, Cafe frei, nagymama konyhája) valamint mozi (Vértes center mi mozink) az alsó szinten található egy Lipóti pékség is valamint számos nemzetközi ismert világmárkás üzletek (Deichmann, CCC, C&A, Retro Jeans, Takko Fashion, Levis Pepe Jeans Devergo márkabolt, New Yorker, Yoyoso, Glo Jeans, mirror Fashion, Háda, Hervis, Budmil, Orsay,H&M, Pepco, Kik stb.) Valamint van UniCredit Bank, Vodafone, Digi, Yettel Magyarország, Magyar Telekom és Libri könyvesbolt is valamint Bűbáj játékbolt is található illetve DM drogéria is Illetve Konzolvilág Vision express És Újvilág Ékszerbolt is található.